# Почесна відзнака «За заслуги в забезпеченні державної безпеки за межами Республіки Польща»
Почесний відзнака «За заслуги в забезпеченні безпеки держави поза кордоном Республіки Польща» — польська відомча відзнака, заснована в 2011 році відповідно до Закону про ветеранів операцій за межами Республіки Польща. 
Нагородою нагороджуютьсяя ветеран Агенства внутрішньої безпеки або офіцер-ветеран що отримав поранення, отримані під час виконання обовязківз забезпечення державної безпеки за межами Республіки Польща.
Нагородження проводить Прем'єр-міністр:
- ветеран або постраждалий ветеран Агентство внутрішньої безпеки - за поданням керівника відповідного організаційного підрозділу в якому служив або проходить службу ветеран;
- звільнений або постраждалий ветеран Агентство внутрішньої безпеки - за поданням відповідального за кадрові питання керівника організаційного підрозділу Агентство внутрішньої безпеки або Управління військової розвідки

Для подання про нагородження нагрудним знаком потрібен позитивний висновок начальника Управління внутрішньої безпеки або Голови Управління військової розвідки.
Нагрудний знак вручає Прем'єр-міністр або уповноважена ним особа до Дня ветеранів бойових дій за кордоном (29 травня).

## Опис відзнаки
Нагрудний знак розміром 38×28 мм має форму стилізованого коронованого орла з розпростертими крилами, що виступає з-за трикутника, перевернутого догори дном, виготовленого з посрібленого та оксидованого металу, трикутник розділений на дві діагональні смуги, покриті білою та червоною емаллю. Номер значка вибитий на звороті. Кріпиться до одягу за допомогою різьбової шпильки з гайкою. Почесну відзнаку носять на формі в центрі лівої кишені піджака. При носінні цивільного одягу нагрудний знак носять у бутоньєрці лівого лацкана або на одній висоті.